# Nondorf (Gemeinde Hoheneich)
Nondorf ist eine Ortschaft und eine Katastralgemeinde der Gemeinde Hoheneich im Bezirk Gmünd in Niederösterreich mit 366 Einwohnern (Stand 1. Jänner 2024).

## Geografie
Nondorf besteht aus dem Breitangerdorf Groß-Nondorf mit Drei- und Vierseithöfen und Gartenäckern in der Niederung des Albrechtsbaches. Im Osten schließt die Kleinhausgemeinde Klein-Nondorf östlich des Elexenbaches an der Johannahöhe an, wo danach der Albrechtsbach einmündet. Am 1. April 2020 umfasste die Ortschaft 180 Adressen.

## Geschichte
Groß-Nondorf wurde 1423 urkundlich genannt und Klein-Nondorf wurde 1543 neu gestiftet. Urkundlich wurden die beiden Orte im Jahr 1580 pfarrlich getrennt. Üblich waren auch die Bezeichnungen Nondorf diesseits und Nondorf jenseits des Elexenbaches. Im Jahr 1822 wurde der Ort als Dorf mit 26 Häusern genannt, das nach Hoheneich eingepfarrt war, wohin auch die Kinder eingeschult wurden. Die Herrschaft Kirchberg am Walde besaß die Ortsobrigkeit, übte die Landgerichtsbarkeit aus, besorgte die Konskription und hatte die Grundherrschaft inne. Laut Schweickhardt waren die Landbauern nur mittelmäßig bestiftet, dabei aber mit ziemlich ertragsfähigen Gründen versehen, auf denen sie Korn und Hafer bauen, weiters Erdäpfel und Flachs. Von Bedeutung war auch die Viehzucht, wo sie bis nach Wien verkauften. Im Rahmen der Niederösterreichischen Kommunalstrukturverbesserung trat die damalige Ortsgemeinde Nondorf per 1. Jänner 1971 der Gemeinde Hoheneich bei.

## Siedlungsentwicklung
Zum Jahreswechsel 1979/1980 befanden sich in der Katastralgemeinde Nondorf insgesamt 90 Bauflächen mit 32.820 m² und 57 Gärten auf 32.697 m² und zum Jahreswechsel 1989/1990 bestanden ebenso 90 Bauflächen. 1999/2000 war die Zahl der Bauflächen auf 362 angewachsen und 2009/2010 waren es 193 Gebäude auf 427 Bauflächen.

## Landwirtschaft
Die Katastralgemeinde ist landwirtschaftlich geprägt. 250 Hektar wurden zum Jahreswechsel 1979/1980 landwirtschaftlich genutzt und 106 Hektar waren forstwirtschaftlich geführte Waldflächen. 1999/2000 wurde auf 221 Hektar Landwirtschaft betrieben und 123 Hektar waren als forstwirtschaftlich genutzte Flächen ausgewiesen. Ende 2018 waren 204 Hektar als landwirtschaftliche Flächen genutzt und Forstwirtschaft wurde auf 127 Hektar betrieben. Die durchschnittliche Bodenklimazahl von Nondorf beträgt 23,8 (Stand 2010).

## Kultur und Sehenswürdigkeiten
- Katholische Ortskapelle Groß-Nondorf Zum leidenden Heiland
- Katholische Ortskapelle Klein-Nondorf